# Wanhoop niet
Wanhoop niet is een lied van Van Dik Hout. Het is de vijfde track van hun album Alles waar ik nooit aan begon.
Het lied is geschreven door Martin Buitenhuis en Sandro Assorgia, zanger respectievelijk gitarist/toetsenist van de muziekgroep. Wanhoop niet is nooit uitgebracht als single. Ter promotie van het album werd Als de dag aanbreekt uitgebracht, dat geen hit werd.
De Dijk zong ook een lied getiteld Wanhoop niet, maar dat is een ander lied.

## NPO Radio 2 Top 2000
Wanhoop niet stond alleen in 2007 in de NPO Radio 2 Top 2000, op plek 1516.